# El Recuerdo de Ancón
El Recuerdo de Ancón es una localidad del estado mexicano de Guanajuato. Es parte del municipio de Salamanca.

## Demografía
| Gráfica de evolución demográfica |
|                                  |

| Censo | Población |
| ----- | --------- |
| 1900  | 23        |
| 1910  | 20        |
| 1921  | 52        |
| 1930  | 164       |
| 1940  | 240       |
| 1950  | 219       |
| 1960  | 105       |
| 1970  | 352       |
| 1980  | 506       |
| 1990  | 1 652     |
| 2000  | 2 151     |
| 2010  | 2 405     |
| 2020  | 2 391     |